# Scoglio di Montenassari
Lo scoglio di Montenassari è una piccola isola dell'Italia appartenente all'arcipelago delle isole Eolie, in Sicilia.
Amministrativamente appartiene a Lipari, comune italiano della città metropolitana di Messina. Alto 14 m s.l.m. si trova a ovest dell'isola di Filicudi, e durante le mareggiate più intense viene interamente spazzato dalle onde del mare. Lo scoglio, allo scopo di preservarne l'ambiente naturale, è stato ordinato a riserva naturale integrale, insieme al vicino scoglio La Canna, con divieto di sbarco se non per scopi scientifici.

## Geografia
Per quanto concerne l'evoluzione geologica, lo scoglio di Montenassari rappresenta, insieme a La Canna, l'ultimo stadio evolutivo dell'apparato di Filicudi.

### Flora e fauna
Lo scoglio di Montenassari è privo di piante vascolari. Vi nidifica raramente il Falco eleonorae; è accertata la sola presenza del piccolo Pseudomogoplistes squamiger (Ortottero Grillide), frequente nei litorali del mar Mediterraneo.